# Sinodo di Diamper
Il sinodo di Diamper fu un'assemblea sinodale diocesana aperta il 20 giugno 1599 a Udayamperoor (o ‘'Diamper'’) in Kerala (India).

## Storia
Sotto la pressione di Alexis de Menezes, arcivescovo di Goa, (che lo aveva convocato), l'arcidiacono Georges della Croce e i Cristiani di San Tommaso adottarono i riti e la liturgia della Chiesa latina.
Questo atto separò di conseguenza i Cristiani di San Tommaso dal patriarcato caldeo e li fece passare sotto la giurisdizione dell'arcivescovo latino di Goa. L'arcidiocesi di Angamale venne retrocessa al ruolo di semplice diocesi suffraganea di Goa (20 dicembre 1599). L'anno seguente fu imposta la giurisdizione del padroado e i vescovi dei Cristiani di San Tommaso furono nominati dal padroado portoghese.
La Chiesa cattolica siro-malabarese, una delle Chiese cattoliche orientali unite a Roma, discende direttamente dalla resistenza ai decreti di questo sinodo esplosa nel 1653 e in vista della quale la Santa Sede inviò in Kerala un gruppo di religiosi carmelitani facenti capo al vescovo Giuseppe Sebastiani. Nel 1659, questi amministrò la consacrazione episcopale al sacerdote keralese Chandy Parampil, il primo fra i Cristiani di San Tommaso ad essere regolarmente ordinato vescovo, dato che per tradizione essi dipendevano dalla Chiesa d'Oriente in Mesopotamia per ricevere vescovi.